# Timogenes pipanaco
Espèce
Timogenes pipanaco est une espèce de scorpions de la famille des Bothriuridae.

## Distribution
Cette espèce est endémique de la province de Catamarca en Argentine. Elle se rencontre dans le Salar de Pipanaco.

## Description
La femelle paratype mesure 32,05 mm et les mâles de 26,88 à 42,71 mm.

## Systématique et taxinomie
Cette espèce a été décrite par en Barrios-Montivero, Ojanguren Affilastro, 2024.

## Étymologie
Son nom d'espèce lui a été donné en référence au lieu de sa découverte, le Salar de Pipanaco.

## Publication originale
- Barrios-Montivero, Salas, Ojanguren Affilastro, 2024 : « Description of Timogenes pipanaco sp. nov.,(Scorpiones, Bothriuridae) a new salt flat species from north western Argentina. » Zootaxa, no 5536(2), p. 277-290.